# Осен (Силистренская область)
Осен (болг. Осен) — село в Болгарии. Находится в Силистренской области, входит в общину Главиница. Население составляет 126 человек.

## Политическая ситуация
Осен подчиняется непосредственно общине и не имеет своего кмета.
Кмет (мэр) общины Главиница — Насуф Махмуд Насуф (Движение за права и свободы (ДПС)) по результатам выборов в правление общины.